# Коянкоз
Коянко́з (каз. Қоянкөз) — село у складі Кербулацького району Жетисуської області Казахстану. Входить до складу Шанханайського сільського округу.
Населення — 902 особи (2021; 1239 у 2009, 1446 у 1999, 2038 у 1989).